# ريكي بروخ
ريكي بروخ (بالسويدية: Ricky Bruch)‏ هو كاتب ومنافس ألعاب القوى وممثل سويدي، ولد في 2 يوليو 1946 في السويد، وتوفي بنفس المكان في 30 مايو 2011.

## وصلات خارجية
- ريكي بروخ على موقع الاتحاد الدولي لألعاب القوى (الإنجليزية)
- ريكي بروخ على موقع اللجنة الأولمبية الدولية (الإنجليزية)
- ريكي بروخ على موقع أوليمبيديا (الإنجليزية)
- ريكي بروخ على موقع اللجنة الأولمبية السويدية (السويدية)

- ريكي بروخ على موقع IMDb (الإنجليزية)
- ريكي بروخ على موقع ميوزك برينز (الإنجليزية)
- ريكي بروخ على موقع قاعدة بيانات الأفلام السويدية (السويدية)
- ريكي بروخ على موقع ديسكوغز (الإنجليزية)
- ريكي بروخ على موقع قاعدة بيانات الفيلم (الإنجليزية)